# Ceresium wittmeri
Ceresium wittmeri är en skalbaggsart som beskrevs av Maurice Pic 1943. Ceresium wittmeri ingår i släktet Ceresium och familjen långhorningar.
Artens utbredningsområde är Sulawesi. Inga underarter finns listade i Catalogue of Life.